# Akeles
Akeles (altgriechisch Ἀκέλης) ist in der griechischen Mythologie ein Sohn des Herakles und der Eponymos der lydischen Stadt Akele.
Stephanos von Byzanz überliefert, dass laut Hellanikos von Lesbos Akeles, der Gründer der Stadt Akele, ein Sohn des Herakles mit Malis gewesen sei. Malis war eine Sklavin der lydischen Königin Omphale, in deren Diensten als Sklave auch Herakles selbst stand, bevor sie den Helden heiratete. Laut Herodot war die Mutter des Akeles hingegen eine Sklavin des Iardanos, des Vaters der Omphale.
Ein Sohn ähnlich klingenden Namens des Herakles war Acheles, dessen Mutter jedoch Omphale selbst gewesen sein soll.